# Dusona ucrainator
Dusona ucrainator là một loài tò vò trong họ Ichneumonidae.